# Ladder 49
Ladder 49 er en amerikansk dramafilm fra 2004, filmen er instrueret af Jay Russell. Ladder 49 handler om redningen af brandmanden Jack Morrison fra Baltimore, der bliver fanget i en brændende bygning.

## Handling
Jack Morrison (Joaquin Phoenix) er en erfaren brandmand. Men ved en voldsom bygningsbrand bliver han selv fanget i bygningen, da en etage bryder sammen ved en eksplosion. Jacks eneste håb er de andre brandmænd, ledet af hans ven og mentor, kaptajn Mike Kennedy (John Travolta). Mens Jacks kollegaer kæmper for at redde ham, reflekterer Jack over sit liv, sit risikofyldte job, sin hustru Linda (Jacinda Barrett) og deres to små børn, som han måske aldrig får at se igen... 
Varmen fra flammerne er så intens, at brandhjelmens visir næsten smelter. I det næste rum er der mørkt som graven. Overalt slører en tyk, kvælende røg ethvert udsyn og tvinger brandmændene til at famle sig frem over murbrokker og andre forhindringer.
Joaquin Phoenix gennemførte et halvt års uddannelse som brandmand for at bestride rollen som Jack Morrison. 

## Medvirkende
- Joaquin Phoenix .... Jack Morrison
- John Travolta.... Chief Kennedy
- Jacinda Barrett .... Linda
- Morris Chestnut .... Tommy Drake
- Kevin Daniels .... Don Miller
- Robert Patrick .... Lenny Richter
- Kevin Chapman .... Lt. Frank Mckinny
- Balthazar Getty .... Ray Gauquin
- Jay Hernandez .... Keith Perez
- Billy Burke .... Dennis Gaquin
- Tim Guinee .... Tony MacMillan

## Eksterne Henvisninger
- Ladder 49 på Internet Movie Database (engelsk)
- Ladder 49 på Filmdatabasen
- Ladder 49 på Scope
- Ladder 49 i Svensk Filmdatabas (svensk)
- Ladder 49 på AlloCiné (fransk)
- Ladder 49 på MovieMeter (nederlandsk)
- Ladder 49 på AllMovie (engelsk)
- Ladder 49 hos American Film Institute (engelsk)
- Ladder 49 på Turner Classic Movies (engelsk)
- Ladder 49 på The Movie Database (engelsk)